# William Fox-Pitt
William Speed Lane Fox-Pitt (Londres, 2 de enero de 1969) es un jinete británico que compitió en la modalidad de concurso completo.
Participó en cinco Juegos Olímpicos de Verano, obteniendo en total tres medallas en la prueba por equipos, plata en Atenas 2004 (junto con Jeanette Brakewell, Mary King, Leslie Law y Philippa Funnell), bronce en Pekín 2008 (junto con Sharon Hunt, Katherine Dick, Kristina Cook y Mary King), y plata en Londres 2012 (con Nicola Wilson, Zara Phillips, Mary King y Kristina Cook), el quinto lugar en Atlanta 1996 y el quinto en Río de Janeiro 2016, también por equipos.
Ganó seis medallas en el Campeonato Mundial de Concurso Completo entre los años 2002 y 2014, y once medallas en el Campeonato Europeo de Concurso Completo entre los años 1995 y 2015.

## Palmarés internacional
| Juegos Olímpicos   | Juegos Olímpicos              | Juegos Olímpicos  | Juegos Olímpicos |
| Año                | Lugar                         | Medalla           | Categoría        |
| ------------------ | ----------------------------- | ----------------- | ---------------- |
| 2004               | Atenas (Grecia)               | Medalla de plata  | Por equipos      |
| 2008               | Hong Kong (China)             | Medalla de bronce | Por equipos      |
| 2012               | Londres (Reino Unido)         | Medalla de plata  | Por equipos      |
| Campeonato Mundial |                               |                   |                  |
| Año                | Lugar                         | Medalla           | Categoría        |
| 2002               | Jerez de la Frontera (España) | Medalla de bronce | Por equipos      |
| 2006               | Aquisgrán (Alemania)          | Medalla de plata  | Por equipos      |
| 2010               | Lexington (Estados Unidos)    | Medalla de oro    | Por equipos      |
| 2010               | Lexington (Estados Unidos)    | Medalla de plata  | Individual       |
| 2014               | Caen (Francia)                | Medalla de plata  | Por equipos      |
| 2014               | Caen (Francia)                | Medalla de bronce | Individual       |
| Campeonato Europeo |                               |                   |                  |
| Año                | Lugar                         | Medalla           | Categoría        |
| 1995               | Pratoni del Vivaro (Italia)   | Medalla de oro    | Por equipos      |
| 1997               | Burghley (Reino Unido)        | Medalla de oro    | Por equipos      |
| 1997               | Burghley (Reino Unido)        | Medalla de plata  | Individual       |
| 2001               | Pau (Francia)                 | Medalla de oro    | Por equipos      |
| 2003               | Punchestown (Irlanda)         | Medalla de oro    | Por equipos      |
| 2005               | Blenheim (Reino Unido)        | Medalla de oro    | Por equipos      |
| 2005               | Blenheim (Reino Unido)        | Medalla de plata  | Individual       |
| 2009               | Fontainebleau (Francia)       | Medalla de oro    | Por equipos      |
| 2011               | Luhmühlen (Alemania)          | Medalla de bronce | Por equipos      |
| 2013               | Malmö (Suecia)                | Medalla de bronce | Individual       |
| 2015               | Blair (Reino Unido)           | Medalla de plata  | Por equipos      |